# Leafield
Leafield är en ort och civil parish i Storbritannien.   Den ligger i grevskapet Oxfordshire och riksdelen England, i den södra delen av landet, 100 km väster om huvudstaden London. Leafield ligger 182 meter över havet och antalet invånare är 945.
Terrängen runt Leafield är huvudsakligen platt. Leafield ligger uppe på en höjd. Runt Leafield är det ganska tätbefolkat, med 139 invånare per kvadratkilometer. Närmaste större samhälle är Witney, 7,0 km sydost om Leafield. Trakten runt Leafield består till största delen av jordbruksmark.